# آلن كوتريل
السير آلن هوارد كوتريل (بالإنجليزية: Alan Cottrell)‏ (17 يوليو 1919 - 15 فبراير 2012) هو عالم فلزات وفيزيائي إنجليزي.

## تعليمه
حصل كوتريل على درجة البكالوريوس في العلوم من جامعة برمنغهام في عام 1939 ودرجة الدكتوراةعلى بحثه عن اللحام عام 1942.

## وفاته
توفي كوتريل في 15 فبراير من عام 2012 بعد معاناة مع المرض لم تستمر طويلاً.